# Mistrzostwa Świata w Tenisie Stołowym 1993
42. Mistrzostwa świata w tenisie stołowym odbyły się w dniach 11–23 maja 1993 roku w Göteborgu. Zawody zostały zdominowane przez reprezentantów Chin, którzy zwyciężyli w większości konkurencji.

## Końcowa klasyfikacja medalowa
| Miejsce | Państwo          | Złoto | Srebro | Brąz | Razem |
| ------- | ---------------- | ----- | ------ | ---- | ----- |
| 1       | Chiny            | 4     | 3      | 4    | 11    |
| 2       | Korea Południowa | 1     | 1      | 2    | 4     |
| 3       | Szwecja          | 1     | 0      | 1    | 2     |
| 4       | Francja          | 1     | 0      | 0    | 1     |
| 5       | Korea Północna   | 0     | 1      | 1    | 2     |
| 6       | Chińskie Tajpej  | 0     | 1      | 0    | 1     |
| 6       | Belgia           | 0     | 1      | 0    | 1     |
| 8       | Niemcy           | 0     | 0      | 1    | 1     |
| 8       | Chorwacja        | 0     | 0      | 1    | 1     |
| 8       | Rumunia          | 0     | 0      | 1    | 1     |
| 8       | Hongkong         | 0     | 0      | 1    | 1     |

## Medaliści
| Konkurencja:               | Złoto:               | Srebro:                   | Brąz:                                             |
| gra pojedyncza kobiet      | Hyun Jung-hwa        | Chen Jing                 | Otilia Bădescu Gao Jun                            |
| gra pojedyncza mężczyzn    | Jean-Philippe Gatien | Jean-Michel Saive         | Zoran Primorac Jan-Ove Waldner                    |
| gra podwójna kobiet        | Liu Wei Qiao Yunping | Deng Yaping Qiao Hong     | Chen Zihe Gao Jun Chai Po Wa Chan Tan Lui         |
| gra podwójna mężczyzn      | Lü Lin Wang Tao      | Ma Wenge Zhang Lei        | Lin Zhigang Liu Guoliang Kim Taek-soo Yoo Nam-kyu |
| gra mieszana               | Wang Tao Liu Wei     | Yoo Nam-kyu Hyun Jung-hwa | Ma Wenge Qiao Yunping Li Sung Yu Sun-bok          |
| konkurs drużynowy mężczyzn | Szwecja              | Chiny                     | Niemcy                                            |
| konkurs drużynowy kobiet   | Chiny                | Korea Północna            | Korea Południowa                                  |